# Abborresjön (Hede socken, Bohuslän)
Abborresjön är en sjö i Munkedals kommun i Bohuslän och ingår i Örekilsälvens huvudavrinningsområde.